# Bufo holdridgei
Bufo holdridgei és una espècie d'amfibi que vivia a Costa Rica.
Es troba extinta per la pèrdua del seu hàbitat natural.